# Uther Pendragon
Uther Pendragon (em galês: Gwthyr; em latim: Uturius) (ca. 410 - ca. 495) foi um semi-lendário Rei dos Bretões e pai do Rei Arthur.
A história de Uther é contada pela primeira vez por Godofredo de Monmouth, em sua "História dos Reis da Grã-Bretanha". Como um dos dois irmãos mais novos do rei Constante e filho do imperador Constantino III, que foram assassinados, aparentemente ele fugiu em uma tenra idade, juntamente com seu outro irmão Ambrósio Aureliano, para corte de seu primo, o rei Budico I da Bretanha, e ali foi criado. Quando jovem, Uther voltou para a Grã-Bretanha com seu irmão mais velho, Ambrósio e, juntos, lutaram por seus direitos ancestrais, eventualmente, derrotaram Vortigerno, colocando Ambrósio no trono.
Durante o reinado de Ambrósio, Uther era o mais leal aliado de seu irmão. Ele comandou as forças do rei na Irlanda, quando, com Merlim, ele adquiriu o "Anel do Gigante" (provavelmente se refere a um círculo de pedras), como um memorial aos mortos da "Noite das Facas Longas". Mais tarde, Uther foi vitorioso sobre o rei rebelde Pasgen de Buellt & Gwerthrynion em St. Davids (Mynyw).
Uther teve a coroa sob o título de "Uther Pendragon" (em latim Pendraco, que quer dizer aproximadamente "Pequeno Dragão"), nome dado depois que um cometa apareceu no céu no momento da morte de seu irmão. A maior parte do seu reinado foi ocupado com a campanha contra os saxões e invasores irlandeses no norte da Grã-Bretanha, onde ele estabelece sua corte e tribunal no Castelo de Pendragon em Westmorland. Ele luta, num primeiro momento, sem êxito contra os anglos da Bernícia. O rei Osla, aliado com Octa, rei dos jutos, derrotou os exércitos de Uther em Iorque (Caer-Ebrauc). No entanto, Uther logo vira o jogo na Batalha do Monte Damen. Uther, mais tarde, viajou ainda mais para o norte para ajudar os reis de Strathclyde a pacificar os escotos.
É neste ponto que o episódio mais famoso na vida de Uther está relacionado. Retornando a Londres (Caer-Lundein), ele conheceu Igraine, a bela mulher de Gorlois, duque da Cornualha, e cai imediatamente de amores por ela. Determinado a vê-la novamente, ele convida o Duque para retornar à Corte Real, mas Gorlois podia ver o que estava acontecendo e fatalmente recusa. Os dois brigam e Gorlois e sua esposa fogem para a Cornualha. Uther invade as terras do duque, mas ainda impaciente para estar com seu novo amor, ele convence Merlin a usar seus poderes para ele poder estar na cama com Igraine. Assim, enquanto Gorlois estava sendo morto na vizinha de St. Dennis (Dimilioc), Uther foi transformado à sua semelhança. Ele foi direto para a cova do leão no Castelo de Tintagel (Din-Tagell) e seduziu a duquesa adorável. Sir Thomas Malory em seu "Le Morte D'Arthur", afirma que o preço por essa decepção foi que o filho de Uther, o futuro Rei Arthur, que foi concebido naquela noite, tinha de ser dado a Merlin para ser educado como ele bem entendesse. Robert de Boron diz que Uther foi responsável pela fundação da Ordem da Távola Redonda.
Na velhice, o velho e doente Uther foi arrastado para uma guerra renovada com os anglos do Norte. Quando seu comandante, o Rei Lot de Lothian (Gododdin) foi vencido, o Rei foi levado para o St. Albans (Caer-Mincip) para ele próprio sitiar os príncipes anglos. Ele ganhou completamente, mas os germanos haviam envenenado o abastecimento de água e Uther, juntamente com muitos dos seus homens, morreram nos dias que se seguiram.
Apesar do mito popular, ao contrário, o rei Uther Pendragon não foi criado a partir da imaginação de Godofredo de Monmouth. Ele aparece várias vezes no início da tradição galesa, tanto em seu próprio nome quanto como o pai do Rei Arthur. No poema do século X "Pa Gur", um dos companheiros de Arthur é dado como "Mabon ap Mydron, servo de Uthir Pen Dragon". Um poema no Livro de Taliesin (alguns dos quais podem datar do século VI) menciona Arthur e é nomeado após Uther como Marvnat Pen Uthyr. Ymiddiddan Arthur a'r Eryr ("O Colóquio de Artur e a Águia"), um poema contemporâneo, com Godofredo ainda mostrando uma tradição primitiva independente dele, identifica a águia como Eliwlat mab Madawc Uthyr e um sobrinho de Arthur. Uther também aparece em várias tríades iniciais da Ilha da Grã-Bretanha e o nome pessoal é conhecido de outras fontes.
Como um epíteto, Pendragon pode ainda ser interpretado como algo como "principal líder" ou "chefe de guerreiros" ou ainda "duque da guerra". Na versão de Cambridge de Nênio "História dos Bretões", há uma adição ao nome de Arthur "em bretão mab Uter, que é em latim "filho terrível", porque a partir de sua juventude, ele era cruel". Esta referência ao personagem improvável de Arthur, tem encorajado alguns pesquisadores, para ver UTHR-Pen Dragon como um mero título (Líder da Guerra; Chefe Terrível) que deve ser aplicado a um rei de outro nome. A sugestão mais popular parece ser o Rei Meurig ap Tewdrig de Glywysing e Gwent, como sugerido por Blackett & Wilson e Barber & Pykitt.